# Georg Büchner-prisen
Georg Büchner-prisen (tysk: Georg-Büchner-Preis) er en tysk litteraturpris, der blev indstiftet i 1923 til minde om Georg Büchner. I Tyskland regnes prisen som landets vigtigste litterære udmærkelse.
Oprindeligt blev den uddelt til kunstnere, poeter, skuespillere og sangere, men i 1951 blev den ændret til at være en litteraturpris. Den uddeles årligt af Deutsche Akademie für Sprache und Dichtung og tildeles en tysksproget forfatter. Ifølge akademiets charter går prisen til en forfatter "der skriver på tysk, og hvis arbejde vurderes at være særligt værdigt, og som har bidraget særligt til moderne tysk kultur."
Siden 2012 har prisen været på 50.000 euro.

## Prisvindere siden 1951
- 2025: Ursula Krechel
- 2024: Oswald Egger
- 2023: Lutz Seiler
- 2022: Emine Sevgi Özdamar
- 2021: Clemens J. Setz
- 2020: Elke Erb
- 2019: Lukas Bärfuss
- 2018: Terézia Mora
- 2017: Jan Wagner, lyriker.
- 2016: Marcel Beyer
- 2015: Rainald Goetz
- 2014: Jürgen Becker
- 2013: Sibylle Lewitscharoff
- 2012: Felicitas Hoppe
- 2011: Friedrich Christian Delius
- 2010: Reinhard Jirgl
- 2009: Walter Kappacher
- 2008: Josef Winkler
- 2007: Martin Mosebach
- 2006: Oskar Pastior, posthumt
- 2005: Brigitte Kronauer
- 2004: Wilhelm Genazino
- 2003: Alexander Kluge
- 2002: Wolfgang Hilbig
- 2001: Friederike Mayröcker
- 2000: Volker Braun
- 1999: Arnold Stadler
- 1998: Elfriede Jelinek
- 1997: H. C. Artmann
- 1996: Sarah Kirsch
- 1995: Durs Grünbein
- 1994: Adolf Muschg
- 1993: Peter Rühmkorf
- 1992: George Tabori
- 1991: Wolf Biermann
- 1990: Tankred Dorst
- 1989: Botho Strauss
- 1988: Albert Drach
- 1987: Erich Fried
- 1986: Friedrich Dürrenmatt
- 1985: Heiner Müller
- 1984: Ernst Jandl
- 1983: Wolfdietrich Schnurre
- 1982: Peter Weiss, posthumt
- 1981: Martin Walser
- 1980: Christa Wolf
- 1979: Ernst Meister, posthumt
- 1978: Hermann Lenz
- 1977: Reiner Kunze
- 1976: Heinz Piontek
- 1975: Manès Sperber
- 1974: Hermann Kesten
- 1973: Peter Handke (tilbagebetalte prisen i 1999)
- 1972: Elias Canetti
- 1971: Uwe Johnson
- 1970: Thomas Bernhard
- 1969: Helmut Heißenbüttel
- 1968: Golo Mann
- 1967: Heinrich Böll
- 1966: Wolfgang Hildesheimer
- 1965: Günter Grass
- 1964: Ingeborg Bachmann
- 1963: Hans Magnus Enzensberger
- 1962: Wolfgang Koeppen
- 1961: Hans Erich Nossack
- 1960: Paul Celan
- 1959: Günter Eich
- 1958: Max Frisch
- 1957: Erich Kästner
- 1956: Karl Krolow
- 1955: Marie Luise Kaschnitz
- 1954: Martin Kessel
- 1953: Ernst Kreuder
- 1952 Ikke utdelt
- 1951: Gottfried Benn

## Prisvindere 1923–1950
- 1950: Elisabeth Langgässer
- 1948: Hermann Heiß
- 1947: Anna Seghers
- 1946: Fritz Usinger
- 1945: Hans Schiebelhuth
- 1933-1944: Ikke uddelt
- 1932: Albert H. Rausch
- 1930: Nikolaus Schwarzkopf
- 1929: Carl Zuckmayer
- 1927: Kasimir Edschmid
- 1925: Wilhelm Michel
- 1924: Alfred Bock
- 1923: Adam Karillon